# ابلاردو گونزالس
ابلاردو گونزالس (انگلیسی: Abelardo González; ۳ سپتامبر ۱۹۴۴ – ۵ مهٔ ۲۰۲۱) بازیکن فوتبال اهل اسپانیا بود.
از باشگاه‌هایی که در آن بازی کرده‌است می‌توان به باشگاه فوتبال اسپورتینگ خیخون و باشگاه فوتبال والنسیا اشاره کرد.
وی همچنین در تیم ملی فوتبال Spain U23 بازی کرده‌است.